# Charles Donnelly
Charles (Charlie) Patrick Donnelly (Killybrackey, Dungannon, Condado de Tyrone, 10 de julio de 1914 - Cerro del Pingarrón, valle del Jarama, cerca de Madrid, 27 de febrero de 1937) fue un poeta y activista político irlandés muerto en la batalla del Jarama como miembro de las Brigadas Internacionales durante la guerra civil española.

## Infancia y educación
Donnelly nació en el seno de una familia de ganaderos. Su padre, Joseph Donnelly, compró su granja en 1917 y la familia se trasladó a Dundalk y abrió una verdulería. Joseph Donnelly prosperó con la tienda, así como con la cría de ganado y la compraventa de propiedades en el área de Dundalk. Además de Charles, los Donnelly tuvieron cinco hijos y dos hijas más. La madre de Charles, Rose, murió cuando él tenía 13 años, en 1927.
Recibió la educación primaria en la Escuela de los Hermanos Cristianos de Dundalk. En 1928, cuando tenía 14 años, la familia se trasladó de nuevo, en esta ocasión a Dublín, donde el padre compró una casa en la plaza Mountjoy, al norte de la ciudad. Charles ingresó en la Escuela O'Connell, pero fue expulsado a las pocas semanas. Durante unos cuántos meses deambuló por las calles de Dublín, hasta que su padre descubrió que había sido expulsado del colegio. Al mismo tiempo, Charles conoció y se hizo amigo de activistas políticos radicales del IRA, del Partido Comunista de Irlanda y de los grupos republicanos de izquierda Saor Eire. Se trataba, en parte, de un tipo de rebeldía frente a su padre que, sin ser activamente político, daba su apoyo al conservador Cumann na nGaedhael. Así, conocidas las amistades e intenciones de Charles, su padre y sus tías le hicieron trabajar como aprendiz de un carpintero, pero a la vuelta de un año lo dejó para matricularse en la Escuela Universitaria de Dublín en 1931.

## Activismo político
Estudió lógica, inglés, historia e irlandés. En la Universidad empezó a escribir poesía y textos en prosa para las publicaciones estudiantiles, pero fracasó académicamente en este primer año. Al mismo tiempo, se implicó intensamente con el ala izquierda del republicanismo radical. Fue expulsado de la Universidad en 1934, habiendo suspendido en tres ocasiones los exámenes y se integró en el grupo radical Congreso Republicano. Estableció amistad con veteranos republicanos como Frank Ryan y George Gilmore. También se implicó en una romántica relación con una activista republicana, Cora Hughes. En julio de 1934 fue arrestado y encarcelado durante dos semanas por su participación en unos piquetes ante una panadería de Dublín con otros miembros del Congreso Republicano. Después de esto, su padre le echó de su casa y tuvo que dormir un tiempo al aire libre en los parques de Dublín.
Con 20 años, Donnelly fue elegido miembro de la Ejecutiva Nacional del Congreso Republicano. Desde entonces, escribió para el diario del Congreso sobre cuestiones políticas y sociales. En enero de 1935, Donnelly fue arrestado por segunda vez por agredir a un policía en una manifestación del Congreso y estuvo en prisión durante un mes. En febrero de 1935 dejó Irlanda y marchó a Londres. En la capital británica trabajó para la sección de Londres del Congreso Republicano y realizó otros trabajos esporádicos en pubs y cafeterías y como periodista en una agencia de noticias internacional. También escribió artículos para varias publicaciones de izquierdas.

## En la guerra civil española

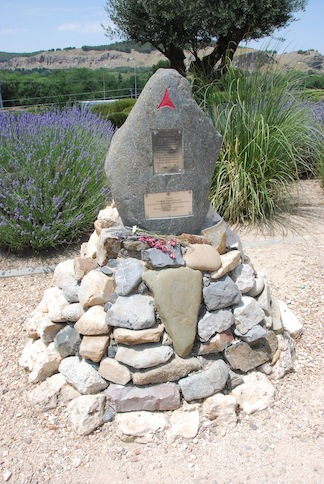
Monumento a Charles Donnelly en el que se recogen sus supuestas últimas palabras, situado en el término municipal de Rivas-Vaciamadrid, lugar donde murió.

En julio de 1936, nada más estallar la Guerra Civil en España, el Congreso Republicano comenzó a movilizar voluntarios para las Brigadas Internacionales. Charles Donnelly regresó a Dublín con la intención de organizar a los voluntarios irlandeses. A finales de 1936, viajó de nuevo a Londres y se enroló en las Brigadas. Entró en España el 7 de enero de 1937 instalándose en Albacete, donde encontró el contingente irlandés, dirigido por su amigo Frank Ryan y conocido como la Columna Connolly. Donnelly y sus camaradas compartieron la Brigada XV con el norteamericano Batallón Lincoln.
El 15 de febrero de 1937, después de recibir una formación militar rudimentaria, el Batallón Abraham Lincoln y la Columna Connolly, integrados en la XV Brigada, hicieron su bautismo de fuego en la batalla del Jarama, cerca de Madrid. Donnelly entró en contacto con el frente el 23 de febrero, cuando lo nombraron comandante de la compañía. El 27 de febrero, su unidad fue enviada al asalto frontal de las posiciones franquistas del cerro denominado El Pingarrón. Donnelly y su unidad se encontraron bajo el fuego de ametralladoras todo el día, con enormes bajas. El anochecer, los franquistas iniciaron el contraataque. Un veterano canadiense recordó:

... corrimos para cubrirnos y Charlie Donnelly, el comandante de una compañía irlandesa, se cubrió detrás de un olivo. Cogió un puñado de olivas de la tierra y las fue exprimiendo. Lo sentí decir algo lacónicamente, en un respiro en el fuego de las ametralladoras: Even the olivas are bleeding ("Incluso las olivas sangran").

La sentencia se haría después famosa al titular Joseph O'Connor con esas palabras su obra sobre Donnelly. Unos cuántos minutos más tarde, mientras su unidad se retiraba, Donnelly fue abatido por los disparos de las ametralladoras: resultó afectado al brazo derecho, el lado derecho del torso y la cabeza. Murió de inmediato. Su cuerpo quedó en el campo de batalla hasta que fue recobrado por el brigadista irlandés, amigo suyo, Peter O'Connor, el 10 de marzo. Fue enterrado en el valle del Jarama en una tumba no señalada con algunos de sus compatriotas.
La recopilación de su obra, The Life and Poems, fue publicada por vez primera en 1987. El 26 de febrero de 2008, Charles Donnelly fue homenajeado con la colocación de una placa en la Escuela Universitaria de Dublín.
Desde el 27 de febrero de 2010, 72 años después de su muerte, una estatua labrada en piedra de Dungannon recuerda en el parque de Mira el Río de Rivas-Vaciamadrid (pueblo destrozado durante la batalla del Jarama) la figura de Donnelly, escritor, periodista y activista político. El monumento es un homenaje a los soldados de las Brigadas Internacionales. Más de 50.000 voluntarios de 54 países llegaron a España para pelear por la República. Alrededor de 10 000 cayeron en combate. En la batalla del Jarama, una de las más cruentas de la Guerra murieron 11.000 soldados republicanos. De ellos tres mil eran de las Brigadas Internacionales.